# Novoselivka (Țebrîkove), Rozdilna
Novoselivka (în ucraineană Новоселівка) este un sat în comuna Țebrîkove din raionul Rozdilna, regiunea Odesa, Ucraina.

## Demografie
Componența lingvistică a localității Novoselivka
     Ucraineană (75,86%)
     Rusă (20,69%)
     Română (3,45%)
Conform recensământului din 2001, majoritatea populației localității Novoselivka era vorbitoare de ucraineană (75,86%), existând în minoritate și vorbitori de rusă (20,69%) și română (3,45%).